# Vaccin de Coley
Le vaccin de Coley (également appelé toxine de Coley) est un mélange contenant des toxines filtrées à partir de bactéries tuées des espèces Streptococcus pyogenes et Serratia marcescens. Elles portent le nom de William Coley, un chirurgien oncologue de l'Hospital for Special Surgery qui a développé ce mélange à la fin du XIXe siècle comme traitement contre le cancer.
Son utilisation à la fin du XIXe siècle et au début du XXe siècle représentait un précurseur de l'immunothérapie moderne, bien que son mécanisme d'action ne fût pas entièrement compris à l'époque. Certains de ses mécanismes d'action, tels que ceux impliquant les lymphocytes T et les lymphocytes NK, ont été identifiés plus récemment.
La stratégie approuvée par la Food and drug administration américaine, utilisant le BCG pour le cancer de la vessie non invasif, est étroitement liée à celle des toxines de Coley.

## Histoire
L'immunothérapie bactérienne pour le traitement du cancer a été utilisée tout au long de l'histoire, les premiers cas remontant à environ 2600 av. J.-C. : on rapporte que le médecin égyptien Imhotep traitait les tumeurs par un cataplasme, suivi d'une incision, afin de favoriser le développement d'une infection à l'emplacement souhaité et provoquer la régression des tumeurs. Le médecin André-Claude Dussaussoy rapporte avoir traité une tumeur cancéreuse en l'exposant à une infection. Plus précisément, des observations d'une relation apparente entre l'érysipèle et la rémission du cancer précèdent Coley. Par exemple, Anton Tchekhov, en tant que médecin, a enregistré une telle relation en 1884.
Les toxines de Coley ont été utilisées contre différents types de cancer de 1893 à 1963, année qui suit une nouvelle classification légale induite aux États-Unis par l'amendement Kefauver–Harris de 1962. L'industrie pharmaceutique, dont Pfizer et Sanofi, s'intéressent aux versions modernes des toxines de Coley. En 2008, Pfizer a acquis le groupe pharmaceutique Coley, créé en 1997. La société Qu Biologics publie en 2013 ses recherches sur la compréhension du lien entre le système humanitaire et les maladies chroniques, dont le cancer.